# 南郊街道 (随州市)
南郊街道，是中华人民共和国湖北省随州市曾都区下辖的一个乡镇级行政单位。

## 行政区划
南郊街道下辖以下地区：
瓜园社区、柳树埫社区、擂鼓墩社区、马家榨社区、白云社区、齿轮厂社区、毛家棚村、南烟墩村、凉亭村、黄畈村、椅子山村、茶庵村、和平村、羊子山村、长里岗村、苏家寺村、邓家老湾村、红山头村、平原岗村和响水桥村。